# Хисарския поп
Димитър Андонов, известен с артистичния псевдоним Хисарския поп или само Попа, е български певец, считан за един от основателите на попфолка в България. През 80-те години на 20. век в Хисаря се заражда легендата за „Хисарския поп“ – свещеник, прогонен да се скита по пътищата на България, който пее своите песни, забранени от социалистическия режим по това време. Работил е и като екскурзовод.
Популярността му е еднозначна - дори в академичните среди на СУ и другите филологически и/или музикални институти е познат с текстовете и музиката си. В книгата си "В света на трубадурите", известният български литературен критик Симеон Хаджикосев споменава, че рецензия за докторската му дисертация, написана от негов недоброжелателен колега, излиза под заглавието "Бернарт де Вентадоур и Хисарският поп". Идеята била специалистът да сравни по простота и близост до народния език току-що преведените от португалски език средновековните трубадурски песни от Хаджикосев. Хаджикосев посочва Хисарския поп като един от най-нашумелите попфолк изпълнители в ранните години на демокрацията. 

## Биография
Димитър Андонов е роден на 12 ноември 1941 г. в Брестник.
Началото на своята музикална кариера поставя с кражба на пари от родителите си, с които си купува акордеон. Сам се учи да свири на него – слуша изпълненията по радиото и ги повтаря. В началото на кариерата си работи в Хисарската народна група. Прави записите си сам, с техниката в дома си, а тайно на приятели раздава аудиокасети с изпълненията си. През 1983 г. нелегално издава първата си аудиокасета, разпространявана от ръка на ръка. Записва я в санаториума, където според него "уредбата свиреше по-добре и от тези в Балкантон". Записва сам всичко. Хитове от първата касетка са песните „Елена, Елена“, „Една цигара“, „Дай си сърцето“, „Обичам те“, „Звезди ли искаш да ти свалям“ и „Аз от тебе спомен нямам“.
По времето на социализма обаче песните и славата на народен любимец му носят само проблеми – забраняват му да пее, гонят го от работа, спират участията му в телевизионни предавания. Въпреки това той е привърженик на Тодор Живков и пише песен за него. Представя я в предаването „Карбовски Директно“ .

## Дискография
- Оригинална касета 2 (1983)
- Димитър Андонов 1 (1995)
- Димитър Андонов 2 (1996)
- Нестинари (1998)
- Хумористични народни песни (2007)
- Избрани хитове (2011)

## Видеоалбуми
- Най-доброто (2005)
- Димитър Андонов Хисарския поп – Един уникален филм (2006)